# Шлюб між братом і сестрою
Шлюб між братом і сестрою — шлюб між біологічними братом і сестрою або неповнокровними братом і сестрою. Це рідкісна особлива форма ендогамії — шлюб у межах власної соціальної групи. Шлюби між рідними братами і сестрами заборонені в усьому світі, навіть у країнах, де інцест, тобто статеві стосунки між близькими кровними родичами, не є кримінальним злочином. Єдиним винятком є Швеція, де неповнокровним братам і сестрам дозволено одружуватися після генетичної консультації; інцест між повнорідними братами і сестрами там карається. Сексуальний контакт між братом і його біологічною сестрою був табуйований у переважній більшості народів з початку історичних записів і зазвичай розглядається як неприродний. Однак є низка винятків. Вони суперечать поширеному в антропологічній, соціологічній та етнологічній літературі припущенню, що заборона інцесту діє універсально в усіх суспільствах.
У деяких історичних культурах шлюб між братом і сестрою вважався законним у правлячій родині або навіть практикувався як священний звичай і підносився до релігійної сфери. У Стародавньому Єгипті він також деякий час практикувався серед населення. У Стародавніх Афінах неповнорідним братам і сестрам дозволялося одружуватися, якщо у них були різні матері. Однак у Середньовіччі та ранньому Новому часі існували суворі заборони через церковні приписи про кровну спорідненість як перешкоду для укладення шлюбу.
Деякі міфи політеїстичних релігій пропонують історії про шлюби божеств між братами та сестрами; найвідомішими прикладами є Зевс (Юпітер) і Гера (Юнона), а також Осіріс та Ісіда.

## Стародавні культури Близького Сходу

### Хети
Шлюби між рідними братами і сестрами були суворо заборонені серед хетів у XIV столітті до н. е., а за їх порушення передбачалася смертна кара. Про це свідчить договір, який великий цар Суппілуліума I уклав зі своїм зятем Укканою, правителем міста Хаяша. Старі дослідники вважали, що текст договору вказує на те, що в Хаяші, регіоні на північному сході Анатолії, сестра була потенцыйним сексуальним партнером і дружиною; хети знали про це і відкидали цей звичай як варварський. Однак, за сучасними дослідженнями, це припущення пов'язане з неправильним тлумаченням тексту. Насправді в Хаяші немає жодної згадки про соціально прийнятні сексуальні стосунки між рідними сестрами і братами.
Передбачуваний приклад шлюбів між рідними братами і сестрами серед хетів також виявився непереконливим. У попередніх дослідженнях на основі генеалогічної інформації в легенді про печатку дарчої вважалося, що хеттська заборона на інцест була тимчасово знехтувана в правлячій династії. На печатці великий цар Арнуванда I називає себе «сином» свого попередника Тудхалії II, а його дружина Ашму-нікал — дочкою Тутхалії. Ряд дослідників інтерпретували це як приклад шлюбів між рідними братами і сестрами в ранній історії Анатолії. У більш пізній спеціалізованій літературі, однак, Арнуванда розглядається лише як зять свого попередника. Ймовірно, він був усиновлений ним і тому міг називати себе його сином.

### Елам
За давнішою дослідницькою думкою, шлюб між братом і сестрою практикувався в правлячій династії в Еламському царстві. Однак, в джерелах це ніде прямо не засвідчено. Така думка ґрунтувалася на тому, що наступник царя іноді називав себе «сином сестри» (еламською мовою ruhušak) свого попередника, і в написах про цариця інколи з'являється термін «дружина-сестра». Однак ці вирази не є беззаперечним доказом шлюбу з біологічною сестрою, оскільки також можливо, що позасімейна цариця після одруження була прийнята в сім'ю як «сестра» правителя і також була юридично «призначена» як його сестра.

### Стародавній Єгипет
Відповідно до міфу про Осіріса, одного з найважливіших міфів давньоєгипетської релігії, доброзичливий бог Осіріс одружений на своїй сестрі Ісіді. Злий брат Осіріса, Сет, також живе в шлюбі між з сестрою; його дружина — Нефтида, сестра Ісіди.
За прикладом Осіріса деякі фараони обирали головними дружинами своїх сестер. Серед людей, однак, шлюби між рідними братами і сестрами, здається, були рідкісними. Немає чітких свідчень про шлюб між повнорідними братами та сестрами. Серед закоханих і подружніх пар була поширена форма звертання «мій брат» або «моя сестра»; вона мала на меті виразити родинні стосунки і зазвичай не стосувалася фактичної кровної спорідненості. Існують чіткі свідчення про шлюб між братом і сестрою в родині командира лівійських найманців з 22-ї династії. Таким чином, ця практика зустрічалася і серед іноземців.

### Юдаїзм
У ранньому юдаїзмі судження про шлюб між рідними братами і сестрами зазнало фундаментальних змін. Цей розвиток відображений у суперечливих судженнях у різних книгах Танаху. Старіша традиція схвально описує сімейні та кланові стосунки додержавного раннього періоду, в якому деякі заборонені пізніше шлюби не викликали заперечень. Книга Буття, наприклад, показує, що існувала давня традиція законних шлюбів між неповнокровними братами і сестрами, які походили від одного батька. У 20-му розділі Книги Буття розповідається, що патріарх Авраам видав свою дружину Сару за свою сестру, а потім сказав: «До речі, вона дійсно моя сестра, дочка мого батька, тільки не дочка моєї матері. Тому вона може стати моєю дружиною» (Бут. 20:12). Історія зґвалтування царської дочки Тамар її зведеним братом Амноном (2 Царств 13:1-22) є свідченням раннього царського періоду. Хоча цей злочин розгнівав царя Давида, батька брата і сестри, він не покарав його. Отже, він міг залишитися безкарним, тому що глава сім'ї хотів, щоб так було. Злочин Амнона вважався ганебним лише тому, що ганебним було зґвалтування, а не близькі стосунки. Перед злочином Тамар намагалася відмовити зведеного брата від його задуму, пропонуючи йому поговорити з царем, який би тоді «не відмовив» їй, тобто дав згоду на шлюб. Очевидно, на час написання цієї історії ще було дозволено одружуватися неповнокровним братам і сестрам, якщо вони мали різних матерів.
Пізніше оцінка авторитетних кіл повністю змінилася, і традиційна толерантність була скасована. Книга Повторення Закону урочисто проголошує: «Проклятий той, хто ляже з сестрою своєю, з дочкою батька свого або з дочкою матері своєї» (Втор. 27:22). Статеві стосунки між рідними братами і сестрами також були принципово заборонені відповідно до заборони інцесту в пост-вигнанницькій «Книзі Левит», який поширювався і на неєврейських співгромадян. Неповнокровні брати і сестри були прямо включені в цю заборону (Лев 18:9 і 18:11). Порушення каралося смертю; винні мали бути «винищені на очах синів свого народу». Той, хто «відкрив сором своєї сестри» — тобто «відкрив її наготу» — повинен був понести наслідки своєї провини (Лев 20:17 ЄС). У ранній римський імперський період єврейський філософ Філон Александрійський коментував і захищав заборону інцесту в «Книзі Левит». Він вважав, що ці правила не слід розглядати як особливість юдаїзму, але вони можуть претендувати на універсальну силу, оскільки їх ігнорування матиме жахливі наслідки. Заборона шлюбів між братами і сестрами вчила самоконтролю і хорошим манерам. Філон поєднував свою фундаментальну підтримку екзогамії, тобто вибору позасімейного подружжя, з критикою грецької та єгипетської тенденції одружуватися з близькими родичами.

### Лідія
У лідійській династії Мермнадів шлюб між рідними братами і сестрами неодноразово засвідчений у VII столітті до н. е.: цар Садіатт II одружився зі своєю сестрою. Тільки син від цього шлюбу, Аліатт II, мав право успадковувати престол, оскільки діти Садіатта II від інших жінок вважалися позашлюбними. Аліатт також одружився на своїй сестрі.

### Перська імперія
У династії перських великих царів Ахеменідів було укладено кілька шлюбів між неповнокровними братами і сестрами. Цей звичай запровадив великий цар Камбіс II († 522 р. до н. е.). За словами історика Геродота, Камбіс спочатку з'ясував, чи є юридична перешкода його плану. Коли його юристи дали йому звіт, який підтверджував, що він може робити все, що забажає, він одружився на своїх неповнокровних сестрах Атоссі та Роксані. Обидві були дочками його батька Кіра II. Великий цар Дарій II (423—404 рр. до н. е.) одружився зі своєю неповнокровною сестрою Парісатидою, дочкою свого батька Артаксеркса I. Іншим відомим випадком є шлюб Арсама, члена династії Ахеменідів у IV столітті до н. е., зі своєю сестрою Сісигамбідою, від якої народився Дарій III, останній правитель Ахеменідів. У нього також був шлюб з рідною сестрою. Невідомо, чи була його дружина Статейра повною або зведеною сестрою.
Іншим відомим випадком є одруження Арсама, члена роду Ахеменідів у IV столітті. століття до нашої ери до н. е., зі своєю сестрою Сісігамбіс, від Дарія III., останній правитель Ахеменідів, виник. Він також уклав шлюб між братом і сестрою. Незрозуміло, чи була його дружина Статейра рідною чи зведеною сестрою.
Гекатомніди, відносно незалежна династія перських сатрапів Карії, практикували шлюби між рідними братами і сестрами у IV столітті до нашої ери. Сатрап Мавсол ІІ (377—353 рр. до н. е.) одружився зі своєю сестрою Артемісією II, яка перейняла владу після його смерті і правила одноосібно протягом двох років (353—351 рр. до н. е.). Потім правління перейняв брат Мавсола Ідріус (351—344 рр. до н. е.). Він був одружений на своїй сестрі Аді, яка згодом стала його наступницею.

## Грецький культурний ареал

### Архаїчний і класичний періоди
Серед греків архаїчного та класичного періодів шлюб між повнорідними братами та сестрами не схвалювався; він вважався «варварством». Однак серед знаті існувала загальна тенденція одружуватися з родичами, якій надавали перевагу перед союзами з чужими родичами. В Афінах, згідно з традицією, шлюб неповнорідних братів і сестер був заборонений, якщо вони були дітьми однієї матері (homomḗtrioi); однак, якщо вони походили від одного батька (homopátrioi), їм дозволялося одружуватися. Це положення нібито базувалося на законі, запровадженому Солоном. Однак деякі дослідники заперечують існування такого правового регулювання і відносять відповідну практику афінян до простої соціальної норми без жодних юридичних зобов'язань. Шлюби між дітьми одного батька засвідчені в Афінах кілька разів. На Сицилії тиран Діонісій I Сіракузський одружив свого сина Діонісія II († після 337 р. до н. е.) зі своєю неповнокровною сестрою Софросиною.

### Еллінізм
В елліністичних державах правителі часто одружувалися з близькими родичами, наприклад, племінницями чи двоюрідними сестрами. У деяких імперіях цар і царівна були одночасно були подружньою парою та братами і сестрами. Тенденція до таких шлюбів була особливо виражена в Єгипті. У джерелах мало достовірної інформації про причини, які призвели до шлюбів між братами і сестрами в елліністичних династіях. Дослідники вважають можливим мотивом прагнення запобігти іноземним впливам і претензії на спадщину. В Єгипті орієнтиром могла слугувати стара фараонська традиція, в Азії — перська сімейна ендогамія. Якою мірою ці моделі були наслідувані, неясно. Одним із важливих чинників було сакральне звеличення правителя за життя. Це могло бути пов'язано з доелліністичними уявленнями і поширювалося на членів царської родини. Культ правителя підкреслював дистанцію між обожествленою правлячою сім'єю та підданими. Внаслідок цього зростала винятковість царської сім'ї, що може свідчити про ідею збереження чистоти роду за допомогою чітко рівних шлюбних зв'язків.

#### Ранні Птолемеї

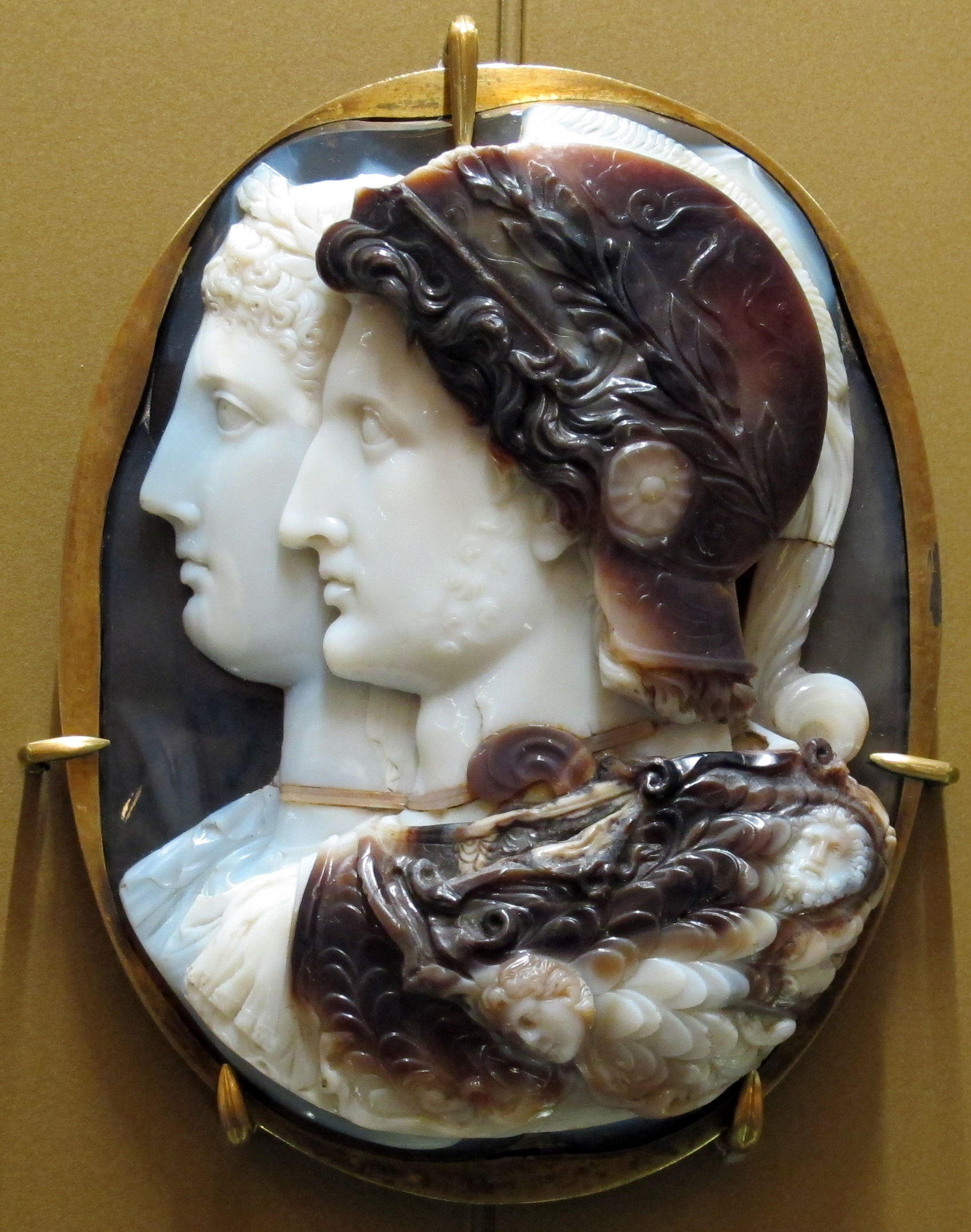
Камея з портретом братів і сестер і подружньої пари Птолемея II і Арсіноє II.

Наскільки відомо, повний шлюб між братами та сестрами вперше практикувався серед греків за часів династії Птолемеїв, єгипетських царів діадохів. Син і наступник засновника династії Птолемея I і цариці Береніки I, Птолемей II, 278 року до нашої ери одружився зі своєю рідною сестрою, Арсіноєю II, яка була на вісім років старша за нього. Раніше вона була одружена зі своїм зведеним братом, македонським царем Птолемеєм Керавном, сином Птолемея I від іншої жінки. Оскільки єгиптяни вважали Птолемея II фараоном, його союз із сестрою місцевим населенням міг вважатися законним відповідно до традиції фараонової ендогамії. Однак це суперечило традиційному почуттю пристойності греків. Тому сучасний поет Сотад з Маронейї сатирував королівський інцест у глузливих віршах. За цю зухвалість Сотадес був жорстоко покараний. За однією традицією його посадили в тюрму, за іншою навіть втопили. Пізніше історик Мемнон Гераклейський висловив своє несхвалення, а географ Павсаній заявив, що цар порушив македонський звичай, дотримуючись давньоєгипетського звичаю. Ці джерела відображають погляди антиптолемеївської традиції, яка не тільки засуджувала інцест, але й загалом зображувала династію як спотворену.
З іншого боку, для єгипетського царського двору шлюб між братом і сестрою став важливим елементом самопрезентації династії. Птолемей II свідомо створював культ правителя: він вшановував своїх померлих батьків як «богів-рятівників», а також претендував на божественний статус для себе і своєї дружини. Правляче подружжя шанувалося як «боги-брати і сестри» (theoí adelphoí). Це надавало союзу царських братів і сестер релігійного освячення. Арсіноя отримала почесний епітет Філадельфія («та, що любить свого брата»). Це мало донести до підданих високу моральну цінність братньої любові та злагоди в правлячому домі. Імператорський культ обожествленого Александра Македонського, який вже був встановлений Птолемеєм І, тепер був поширений на правляче подружжя, а жрець Александра відтепер називався «жерцем Александра і богів-братів». При дворі не боялися посилатися на найвищі божества. Придворний поет Теокріт порівнював шлюб Птолемея II з ієрогамією, «священним шлюбом» грецького батька богів Зевса та його сестри Гери. Для корінного єгипетського населення порівняння з божественними братами і сестрами та подружньою парою Осірісом та Ісідою, чиє легендарне взаємне кохання було класичною моделлю подружньої любові, було очевидним. Арсіноя ІІ часто ототожнювалася з Ісідою. Після її смерті Птолемей II посилив її культ. Посмертне шанування її як богині відображало її реальну політичну вагу за життя, оскільки вона не задовольнялася представницькою роллю, а була дуже впливовою політично, а також брала активну участь у національній обороні. Багато місць були названі на її честь, а численні статуї, рельєфи та написи визнають її велике значення.
Після смерті Птолемея II царем став його син Птолемей III Евергет. Хоча він не був сином Арсіної II, а походив від більш раннього шлюбу свого батька, культ «богів-братів і сестер» був уже настільки укоріненим, що Птолемей III у своїй титулатурі називав себе їхнім сином, заперечуючи таким чином свою біологічну матір.
У наступний період майже всі цариці династії Птолемеїв були або сестрами, або двоюрідними сестрами, або племінницями своїх чоловіків. Цар Птолемей IV Філопатор, онук Птолемея II, наслідував приклад свого діда: він одружився зі своєю рідною сестрою Арсіноєю III у 221/220 рр. до н. е. Цю пару вже за життя обожествили і поклонялися їм як «богам-батькам». Їхній культ був пов'язаний з культом Александра Македонського. Арсіноя ІІІ з'являлася у сценах жертвоприношень нарівні зі своїм чоловіком.

#### Династичні ускладнення в імперії Птолемеїв
Наступний шлюб між рідними братами і сестрами відбувся через покоління: Птолемей VI Філометор, онук Птолемея IV, одружився ще дитиною у 176/175 рр. до н. е. на своїй молодшій повній сестрі Клеопатрі II, яка згодом стала співправителькою. Офіційне спільне правління царського подружжя задокументоване за період з 163 по 145 рік до н. е.; вони регулярно згадуються разом у вступних формулах документів. У культі правителів їм поклонялися як «богам, що люблять матір».
Після смерті Птолемея VI до влади у 145 році до н. е. прийшов його молодший брат Птолемей VIII Фіскон. Новий правитель взяв собі за дружину вдову свого попередника. Це був четвертий шлюб між братом і сестрою в династії Птолемеїв. Птолемей VIII наказав убити ще зовсім маленького сина, якого Клеопатра II мала від першого шлюбу. За лагендою, принца нібито вбили на руках у матері посеред весільних урочистостей нового правлячого подружжя. Однак Клеопатрі II вдалося зберегти своє становище офіційної співправительки у новому шлюбі. Рівноправний статус царя і цариці засвідчують написи, де вони фігурують як «два правителі Єгипту». Царське подружжя отримало культовий титул «Доброзичливі боги».
Однак релігійно підкріплений автопортрет царського дому в цей період залишався неефективним у широких колах, оскільки різкий контраст між пропагандистським звеличенням у культі правителя і сімейною та політичною реальністю навряд чи можна було приховати. Птолемей VIII накликав на себе ненависть жорстокими репресіями і був дискредитований своїм нецарським виглядом і поведінкою. Серед грецького населення столиці Александрії його титул «евгет» («благодійник») перетворився на свою протилежність, його називали «лиходієм» і насміхалися над ним як над «товстуном». Особливо руйнівні наслідки мав серйозний конфлікт у царській родині. У Клеопатри II була однойменна дочка Клеопатра III від шлюбу з її померлим братом Птолемеєм VI, яка звернулася до нового правителя, що був її дядьком і вітчимом. Птолемей VIII спочатку зробив доньку свого брата і дружини своєю коханкою, а потім у 141/140 рр. до н. е. взяв її другою дружиною і підніс до статусу цариці нарівні з її матір'ю. Цей подвійний шлюб зі своєю рідною сестрою та її дочкою був унікальним в елліністичному світі. За царським правом, обидві жінки були поставлені на один рівень; в офіційних документах вони згадувалися поряд зі своїм чоловіком як цариці, причому Клеопатра II називалася «сестрою», а Клеопатра III — «дружиною». Усіх трьох тепер включали в поняття «доброзичливі боги». Зовнішньому світу вони здавалися єдиними, але в довгостроковій перспективі не змогли імітувати єдність. Сузір'я призвело до запеклого суперництва між матір'ю та донькою, а згодом і до громадянської війни.
Громадянська війна між прихильниками царя та партизанами Клеопатри ІІ спалахнула у 132 році до н. е. Птолемей VIII утримував владу в Александрії близько року, але потім його палац підпалили, і він був змушений тікати з Клеопатрою III на Кіпр, який входив до його імперії. Там він готувався до завоювання втраченої країни. Тим часом Клеопатра II сама проголосила себе одноосібною царицею в Александрії. Її брата і чоловіка було скинуто з престолу, а його статуї повалено. Вперше за часів Птолемеїв жінка правила одноосібно. Вона зробила 132/131 рік до н. е. першим роком свого правління, щоб підкреслити розрив з минулим. Вона також прийняла нове культове ім'я; вона називала себе «люблячою матір'ю, богинею-рятівницею». Однак вона не змогла утвердитися в усьому Єгипті. Хоча вона користувалася підтримкою грецького та єврейського населення, особливо численного в столиці, її чоловік мав значну підтримку серед корінних єгиптян, а війська на півдні залишалися на його боці. Більше того, вона втратила свого старшого сина від шлюбу з Птолемеєм VIII, спадкоємного принца Птолемея Мемфіського, оскільки її чоловікові вдалося вивезти хлопчика, якому було близько чотирнадцяти років, на Кіпр. Там цар-втікач наказав убити свого сина, в якому він бачив потенційного суперника, на його очах, відрубавши йому голову, ноги і руки. Він відправив розчленоване тіло до Александрії, де мати отримала його в ніч перед святкуванням свого дня народження. Клеопатра II виставила частини тіла сина на загальний огляд, щоб посилити гнів народних мас.
Війська поваленого царя почали наступ з Кіпру ще в 131/130 рр. до н. е. Його армія швидко просувалася вперед, але завоювання добре укріпленої столиці Александрії виявилося дуже складним. Зрештою, Клеопатра II опинилася в безвихідному становищі і з державною скарбницею втекла до Сирії. Не пізніше 126 року до н. е. Александрія знову опинилася в руках Птолемея VIII, який помстився їй і влаштував різанину. Клеопатра III також скористалася своєю перемогою: у релігійній пропаганді її прирівняли до «великої матері богів Ісіди», таким чином козиряючи культовим ім'ям своєї матері.
Незважаючи на запеклість і жорстокість конфлікту, Птолемей VIII і Клеопатра II досягли принаймні зовнішнього примирення у 124 році до нашої ери. Переможена правителька повернулася до Єгипту. Вона знову стала царицею разом з Клеопатрою III, принаймні офіційно продовжила шлюб зі своїм правлячим братом і знову була прийнята до тріади «доброзичливих богів». Однак після вбивства свого сина вона більше не була матір'ю спадкоємця престолу. Її онук, син її дочки отримав титул спадкоємного принца.

#### Пізні Птолемеї
116 року до н. е. Птолемея VIII змінив його син Птолемей IX. Спочатку він був одружений на своїй сестрі Клеопатрі IV, але 115 року до н. е. цей шлюб був розірваний за вказівкою Клеопатри III, після чого цар взяв за дружину свою молодшу сестру Клеопатру V Селену. Його син Птолемей XII також уклав шлюб з рідною сестрою: 80/79 рр. до н. е. він одружився з Клеопатрою VI Тріфаїною. Після смерті Птолемея XII на престол зійшов його син Птолемей XIII, який був ще неповнолітнім. Кажуть, що цей правитель у дитинстві був одружений на своїй старшій сестрі Клеопатрі VII, яка згодом стала коханкою Цезаря. Однак це заперечується в більш пізніх дослідженнях, як і передбачуваний другий шлюб Клеопатри VII з іншим її братом Птолемеєм XIV, наступником Птолемея XIII.

#### Селевкіди
Селевкіди, які правили на Близькому Сході, іноді надавали перевагу шлюбу з родичем, а не з представником іноземної династії. Ймовірно, це було зроблено для того, щоб запобігти спробам втручання з боку іноземних правителів. Однак серед них є лише один підтверджений випадок шлюбу між рідними братами та сестрами: 196/195 рр. до н. е. цар Антіох III Великий одружив свого старшого сина і співправителя Антіоха Молодшого зі своєю дочкою Лаодікою. Антіох III проводив активну шлюбну політику зі своєю сестрою та іншими дочками з метою встановлення династичної системи; той факт, що з наслідним принцом він вчинив інакше, ймовірно, пояснюється загальною недовірою до іноземних династій, які могли отримати вплив на внутрішні справи його імперії через майбутню царицю. Антіох Молодший помер у 193 р. до н. е. Як і його дружина, дружини двох його молодших братів, царів Селевка IV і Антіоха IV, також носили ім'я Лаодіка. Цілком можливо, що всі троє були однією жінкою. Якщо це так, то троє синів Антіоха III одружилися зі своєю сестрою один за одним.

#### Понт
У Понтійському царстві шлюб правителя з рідною сестрою з династії Мітрідатідів засвідчений за царів Мітрідата IV (160/155–152/151 до н. е.) та Мітрідата VI (120-63 рр. до н. е.). Мітрідат IV одружився зі своєю сестрою Лаодикою Філадельфією. Мітрідат VI звинуватив свою дружину, яку також звали Лаодіка, у перелюбі і стратив її.

#### Епір
В Епірі правила династія Аякідів — царів молоссів. Серед них зареєстровано лише один шлюб між братом і сестрою: цар Александр II (приблизно 272—242 рр. до н. е.) одружився на своїй неповнокровній сестрі Олімпіаді, дочці свого батька Пірра I.

## Римський імперський період
За римським правом, шлюб між рідними братами і сестрами був заборонений як інцест, навіть у випадку неповнокровних братів і сестер. Однак римляни, як правило, з розумінням ставилися до різних звичаїв народів, що жили в їхній імперії, і терпимо ставилися до їхніх традиційних сімейних правовідносин. В Єгипті, навіть в елліністичний період, шлюб між рідними братами і сестрами не був привілеєм правлячої династії; він також практикувався приватними особами за прикладом королівського подружжя, особливо в міському середовищі. Після включення Єгипту до складу Римської імперії популярність цієї практики значно зросла, навіть серед повнорідних братів і сестер; лише за часів Римської імперії вона, схоже, досягла найпоширенішої форми. На папірусі ІІ століття близнюки навіть зображені як подружня пара. Аналіз римських податкових декларацій показує, що шлюб між братами і сестрами був набагато поширенішим у містах, ніж у сільській місцевості. Схоже, він поширювався з півночі на південь і з міст у сільську місцевість. Він був більш поширений серед молодих чоловіків, ніж серед старших.
Однак, коли у 212 році згідно з Едиктом Каракалли майже всі вільні жителі імперії отримали римське громадянство, римське шлюбне законодавство, спрямоване проти інцесту, набуло чинності для єгиптян, принаймні в теорії. Однак передбачалося м'яке кримінальне покарання: якщо юридична перешкода для шлюбу не визнавалася, чоловік відбувався незначним покаранням, а жінка, яка, як вважалося, була необізнана в законі, йшла на волю. Послідовне виконання закону не було успішним; хоча кількість шлюбів між рідними братами і сестрами зменшилася в наступний період, звичай все ж зміг утвердитися. Наприкінці III століття імператор Діоклетіан все ще вважав за необхідне рішуче втручатися проти несанкціонованих союзів між родичами за «варварським» звичаєм. У 295 році Діоклетіан видав указ, що вводив шлюбні обмеження, яких вимагала римська сімейна мораль. Порушникам погрожували судовим переслідуванням. Теоретично розглядалася навіть смертна кара, але вона майже ніколи не застосовувалася за такі злочини, як інцест. Загроза покарання не мала зворотної сили, а поширювалася лише на нові шлюби.
Схвалення «язичницькими» філософами інцестуозних звичаїв викликало велике обурення серед Отців Церкви. Це було морально засуджено в полемічних творах християнських апологетів. Це призвело до значних перебільшень і перекручень. Особливе обурення викликала думка філософів-стоїків про те, що заборона інцесту — це умовність, яка не може бути виведена з природи. В апологетичній літературі християн стоїків звинувачували в тому, що вони рекомендували розбещеність тваринного світу для наслідування. Стверджувалося навіть, що знаменитий стоїк Хрисіпп проповідував інцест і що бібліотеки епікурейців і стоїків були повні текстів, які, серед іншого, пропагували статеві зносини між братами і сестрами. У цьому контексті шлюб між Юпітером (Зевсом), батьком богів, і його сестрою Юноною (Герою) також критикували як поганий приклад для людей.
Пізньоантичний отець церкви Августин багато займався протиставленням ендогамії та екзогамії. У своїй праці «Про місто Боже» (De civitate dei) він конкретно розглядав проблему шлюбу між рідними братами і сестрами. Відправною точкою було біблійне твердження, що все людство походить від батьків Адама і Єви. За цим поглядом на історію, брати повинні були одружуватися зі своїми сестрами, принаймні у другому поколінні. Відповідно, мав відбутися розвиток від спочатку неминучої сімейної ендогамії («аварійного інцесту») до екзогамії. Святий Августин вважав, що шлюб між братами і сестрами був заборонений релігією, коли перестала існувати первісна матеріальна потреба, яка спочатку вимагала цього. Примус до екзогамії спричинився до розумного розвитку, оскільки перехід до вибору партнера поза межами власної нуклеарної сім'ї спричинив бажане розширення горизонтів. Відтепер родинні зв'язки з чужинцями формувалися на основі корисної і благородної гармонії. Такі зв'язки сприяли б поширенню любові (caritas) між людьми. Тому екзогамія є доброю і природною. Про це свідчить той факт, що навіть серед «безбожних язичників» спостерігається природна сором'язливість щодо інцесту. Навіть шлюб між двоюрідними братами і сестрами завжди вважався небажаним і рідко траплявся, оскільки брати і сестри надто тісно пов'язані між собою.

## Сучасні дослідження
У наш час шлюб між братом і сестрою привертає велику увагу як у вивченні античності, так і в етносоціології. Його поява в ряді культур — зазвичай лише у правлячих сім'ях, але також серед населення Стародавнього Єгипту та Перської імперії — суперечить давньому припущенню, що інцест завжди був поза законом у всіх культурах світу і що сімейна екзогамія є основним принципом усіх людських суспільств.
Елліністичні та імперські шлюби повнорідних братів і сестер стали предметом інтенсивних досліджень в сучасній антикознавчій науці. Основною метою є пояснення звичаю в царській родині Птолемеїв, який був незвичним для давньої греко-римської культури. У численних дослідженнях були висунуті та обговорені різні інтерпретації. Розглядалися три основні фактори: Вплив давньоєгипетської традиції, замкнутість царського дому, спричинена божественним царюванням, та відносно сприятлива до ендогамії традиція греків, які іммігрували до Єгипту.
Походження птолемеївського шлюбу між братом і сестрою довгий час було предметом суперечок. Гіпотеза Ернста Корнемана, який припускав перське походження, не перемогла. Домінуюче в попередніх дослідженнях припущення, що модель попередніх фараонських династій була вирішальною, ставиться під сумнів деякими вченими. У 1964 році Йозеф Моджеєвський стверджував, що елліністичний шлюб між братами і сестрами не слід розглядати як продовження місцевої традиції. Скоріше, він був запроваджений греками-іммігрантами. Він був укорінений у загальній грецькій тенденції до ендогамії, зокрема у традиційному відносно толерантному ставленні до шлюбів між побічними родичами. Кіт Гопкінс (1980) став прихильником гіпотези про вплив Стародавнього Єгипту на практику Птолемеїв. До скептиків належать Лючія Кріскуоло (1990) та Роджер С. Багналл і Брюс В. Фрієр (1994).
У 1967 році Якоб Зайберт прокоментував питання про мотиви запровадження і продовження шлюбів між братами і сестрами в Єгипті. Він зазначив, що Арсіноя II, ймовірно, була рушійною силою запровадження цієї практики Птолемеєм II. Для царя це був другий шлюб, а для його сестри — третій. Бажання мати потомство для забезпечення престолонаслідування навряд чи могло зіграти якусь роль, оскільки у Птолемея вже був спадкоємний принц від першого шлюбу, а його союз з уже немолодою Арсіноєю залишився бездітним. Тому, на думку Зайберта, окрім жаги до влади Арсіної, поясненням можна вважати винятковість божественного царства, передбачувану аналогію з сиблінговою парою Зевса і Гери. Однак той факт, що Птолемей II одружив свого сина і спадкоємця однойменного престолу зі спадкоємицею царя Кирени, тобто не дотримувався послідовно принципу сімейної ендогамії, говорить проти такого фундаментального мотиву. Навіть пізніше царі Птолемеїв принципово не відкидали екзогамних шлюбів, тому класову свідомість як мотив можна виключити.
У 2001 році Вольфганг Шпеєр підкреслив магічно-релігійний характер династичного інцесту та взірцеву функцію божественних братів і сестер, які святкують святе весілля. Підґрунтя для цього він вбачав у світогляді, згідно з яким статевий союз божественних братів і сестер був однією з умов, що гарантувала нинішню світову реальність у її порядку та існуванні. Для представників і заступників богів на землі, царів та їхніх дружин, була зразковою поведінка божественних «батьків світу». Царський шлюб між братом і сестрою слід було розуміти як обряд, що повторював священний шлюб найдавніших богів; цей шлюбний союз розуміли як такий, що був заснований у космічному порядку.
Ще однією темою досліджень є питання про причини поширення шлюбів між братами і сестрами серед єгипетського населення в імперський період. Часто посилаються на економічну вигоду: В Єгипті майно ділилося у разі успадкування, причому нащадки жіночої статі також мали право на спадщину; таким чином, у шлюбі між братом і сестрою майнові володіння сім'ї залишалися недоторканими, що було особливо важливо в країні з малою кількістю орних земель. Придане також було скасовано. Однак це також означало, що придане, яке могла принести з собою наречена з-поза меж сім'ї, теж було скасовано. Класична модель Ісіди та Осіріса, ймовірно, відіграла важливу роль.